# Bulgarica
Bulgarica är ett släkte av snäckor som beskrevs av O. Boettger 1877. Bulgarica ingår i familjen spolsnäckor.
Släktet innehåller bara arten Bulgarica cana.